# Mouvement völkisch
Le mouvement völkisch est un courant intellectuel et politique, apparu en Allemagne à la fin du XIXe siècle et au début du XXe siècle et hérité des « Teutomanes », qui englobe un ensemble de personnalités et d'associations dont l’élément commun est le projet de donner à l’ensemble des Allemands une religion païenne, en général le paganisme germanique. Ce courant d'idées puise ses sources dans le romantisme allemand des années 1840 et dans les désillusions[pas clair] de la période 1849-1862, entre l'écrasement du printemps des peuples et l'arrivée de Bismarck au pouvoir en Prusse.
Important par le nombre de groupuscules, mais peu par celui de ses adhérents, et de par les évolutions de la société du XIXe siècle, le mouvement völkisch s’est trouvé face à de nouveaux défis, imposant une nouvelle définition de la nation, de la nature et de l'individu. Pour les uns, le courant völkisch découle d’une [réf. nécessaire] vocation raciste permanente, liée aux apports de la biologie et du « darwinisme social ». Pour d’autres[Qui ?], il représente un courant foncièrement antisémite, ravivant un passé germanique largement mythique et mythifié dans un cadre de pensée occultiste en lutte constante contre le christianisme, et plus généralement contre les monothéismes. Le courant völkisch joua un rôle important lors de la révolution conservatrice sous la république de Weimar et certaines de ses idées furent reprises par le nazisme.

## Étymologie
Le terme völkisch, terme difficilement traduisible en français (entre « populaire » et « ethnique »), peut revêtir plusieurs significations. En allemand aussi, le terme Volk revêt plusieurs significations : la nation, le peuple, dans un sens ethnique. En droit, ce mot désigne « le peuple », au sens du détenteur de la souveraineté au sein de l'État (Dem Deutschen Volke, « Au peuple allemand », est-il inscrit au frontispice du Reichstag à Berlin). Enfin, Volk peut aussi constituer l'antonyme de monarchique ou de capitaliste, et désigner le corps politique dans son ensemble le plus large possible, par exemple dans les expressions de Volksstaat (le Land de Hesse est officiellement appelé Volksstaat Hessen, de 1919 à 1945) ou de Volksarmee pour les forces armées de la République démocratique allemande.
À partir du XIXe siècle, le terme völkisch met l'accent [entre autres par le mouvement völkisch] sur le caractère spécifique, exceptionnel, mystique du peuple allemand et le maintien de ses traditions. C'est ensuite l'affirmation de l'idée et du concept de race, de la supériorité des Germains unis par des liens de sang, de langue et de culture.

## Le corpus idéologiquevölkisch
Le mouvement völkisch se dote très tôt d'une série d'idées et de penseurs. Le courant völkisch, fortement inspiré par Herder,, forme ainsi une nébuleuse intellectuelle très active dès les années 1860. De ce fourmillement d'idées, certaines lignes de forces se dégagent.

### La place duVolk
Les termes völkisch et Volk partagent en commun une racine : le terme Volk, qui renvoie au terme français de peuple. Le Volk ne renvoie pas uniquement à une population donnée, mais aussi, pour les théoriciens de la nation allemande au XIXe siècle, à quelque chose de plus abstrait, un intermédiaire entre les individus et une entité supérieure, pour certains la nature (perçue comme spécifique à un espace donné, vivante et spontanée), pour d'autres l'univers.
Le Volk est non seulement inscrit dans un cadre précis, la nature et ses manifestations, mais aussi dans une histoire longue et mythifiée. Ainsi, le Volk est une entité historique oubliée, qui resurgit à la faveur de la Révolution française : est ainsi idéalisé le Volk médiéval, tel que le perçoivent les romantiques allemands. Pour tous les penseurs du Volk, son enracinement à un paysage, à un pays, constitue l'un des piliers du Volksgeist, notion difficilement traduisible (entre « esprit » et « âme » du peuple), mais qui rend indissociable l'histoire, le territoire, l'architecture et le paysage (ou la nature). Dans cette perspective, Guido von List défend, au début du XXe siècle la mise en place d'une hiérarchie sociale basée sur la profondeur des liens unissant chaque individu au Volksgeist germanique.
De plus, le Volk est un tout unique, organique, une communauté immuable que les évolutions de la société dans les années 1860 désorganisent et disloquent. Ainsi, pour Paul de Lagarde, les agents de division de la nation allemande sont les libéraux et les Juifs, les uns car ils sont favorables à la liberté de circulation, les autres car ils forment précisément un Volk uni, qui tend à diriger les autres nations et sont les propagateurs du libéralisme, mais des Juifs peuvent individuellement être détachés de ce Volk et intégrés dans la communauté germanique. Au fil des réflexions sur le Volk, les penseurs völkisch développent un antisémitisme de plus en plus virulent : Lagarde, par exemple, voit dans le peuple juif un autre Volk, puis, à partir de 1873, souhaite exterminer les Juifs comme on extermine de la « vermine » et des « bacilles » contagieux.

### L'obsession de l'histoire et des racines germaniques
Tout d'abord, un certain intérêt pour la genèse de l'Allemagne et des Allemands constitue le premier point commun de l'ensemble des mouvements d'inspiration völkisch.
Ainsi, dès la phase finale de l'unification allemande (1867-1871), les anciens Germains décrits par Tacite, puis les Goths par leur activité, sont magnifiés, car ils représentent, les uns, les « Allemands de leur jeunesse », les autres, une valeur absolue, car, par leurs victoires, liées à leur vitalité, ils accélèrent la chute de Rome. Dans cette vision magnifiée de l'âge d'or germanique, "racialement" pur, le peuple germanique, pur, non métissé, est dirigé par des prêtres savants, magiciens et racistes.
Selon cette vision, le Volk allemand se trouve le dépositaire, par ces racines, de toute l'énergie de ces peuples disparus.

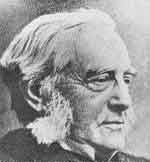
Friedrich Max Müller.

Ensuite, les penseurs völkisch, obsédés par les racines du Volk germanique, défendaient l'idée de pureté de la "race" germanique ; dans un contexte scientifique marqué par le développement de l'anthropologie et de la philologie, certains penseurs völkisch déterminent non seulement un certain nombre de traits physiques communs à tous les peuples partageant des racines germaniques, mais aussi insistent sur les liens de parenté entre certaines langues, donc entre certains peuples, plongeant eux aussi leurs racines dans le terreau germanique. Mais cette pureté n'est pas seulement avérée par l'étude de la philologie ou de l'anthropologie, elle est aussi avérée par certains par des critères de pureté de la race : pour Max Müller, les populations européennes de langues germaniques sont les descendants directs des populations aryennes qui ont essaimé depuis l'Inde ; dans la lignée d'Arthur de Gobineau, les penseurs völkisch défendent la nécessité de pureté de la race, sous peine de disparition.
Un certain nombre de penseurs völkisch, dans la lignée du courant romantique, magnifient le passé médiéval de l'Allemagne, et s'intéressent à l'histoire allemande. Pour Julius Langbehn, le modèle impérial allemand reste celui incarné par les Hohenstaufen, dont les Hohenzollern ne sont que la triste et pâle copie.

### Le Reich entouré d'ennemis
Ce passé médiéval disparu, les adhérents aux associations völkisch analysent le monde comme un environnement peuplé d'ennemis, tandis que le Reich tente de surnager face à cette hostilité grandissante. Selon ce schéma, la période précédant le déclenchement de la Première Guerre mondiale est ensuite attentivement étudiée à l'université, et certains étudiants en proposent une lecture faisant remonter les causes du conflit au non-renouvellement du traité de réassurance par Guillaume II.

### L'antisémitismevölkisch
Cette exigence de pureté de la "race" germanique trouve son prolongement logique dans le développement de différentes formes d'antisémitisme. L'existence de ces différentes formes illustrent les différentes conceptions de la figure du Juif qui sont présentes au sein du mouvement völkisch. Dès le départ, le Juif, habitant mystérieux d'un ghetto fantasmé, est perçu comme un élément étranger au Volk ; il peut être appréhendé comme un déraciné, donc privé des hautes qualités morales permises par l'intimité du lien entre le Volk et son territoire, ou bien comme un acteur ourdissant des complots contre les non-Juifs.
Dans les années 1850, la littérature populaire présente le Juif comme un archétype caractérisé par l'avarice, l'ambition, l'envie, la laideur et l'absence d'humanité: il ne peut donc connaître l'ascension sociale que s'il s'appuie sur des procédés déloyaux, et l'oppose à l'Allemand (ou au chrétien), membre d'un Volk, droit et honnête, qui finit par triompher du malhonnête par sa droiture et sa grandeur d'âme. Dans le cadre de cette opposition, la question juive n'est plus, pour les membres des courants völkisch, seulement une question de race ou de religion, mais aussi une question d'éthique.
Pour Julius Langbehn (1851-1907) les Juifs sont des représentants d'un Volk étranger, que le Volk allemand ne peut assimiler (à l'image d'une « pomme qui ne peut se transformer en prune ») qu'il divise en deux catégories : les Juifs orthodoxes et les Juifs assimilés. La première est acceptée, car elle n'a pas répudié sa spécificité et les traits qui rendent ses membres parties d'un Volk spécifique, la seconde, les Juifs assimilés, doivent, par contre, être exterminés, comme un « poison ». Cette approche eschatologique, qui voit dans l'extermination d’éléments étrangers au Volk une étape vers la réalisation d'un projet national allemand à l'échelle du continent, se place ainsi dans une perspective de régénération du Volk allemand, par la victoire remportée par une conception du monde sur une autre conception du monde.
Ces généralisations sont cependant à nuancer ; en effet, quelques associations völkisch professent une indifférence sur la question, voire affirment un fort philosémitisme.

### Religiositévölkisch

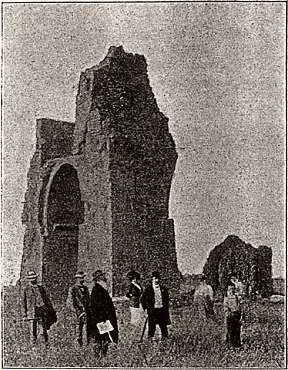
Guido von List avec des membres de la Guido-von-List-Gesellschaft au milieu des ruines de Carnuntum, en 1911, qui lui inspirèrent un roman historique völkisch Carnuntum (1888).

Dans le contexte d'insatisfaction des membres des différents courants völkisch, la place de la religion occupe une place non négligeable, les intellectuels proches de la nébuleuse völkisch aspirant soit à une nouvelle Réforme, soit au retour au paganisme. En effet, durant la période précédant la Première Guerre mondiale, un courant religieux païen ou néopaïen, fruit de « bricolages » intellectuels, mais conçu pour être un retour à la Germanie antique et païenne, se développe parmi les membres de ces courants de pensée.
Ainsi, souhaitant renouer avec un passé germanique mythifié, certains courants völkisch, notamment les aryosophes souhaitent renouer avec les croyances supposées ancestrales des Germains, supposé plus proche des racines germaniques du peuple allemand. Ainsi, Guido von List, le principal inspirateur de ce mouvement, élabore une religion païenne, le wotanisme. Pendant völkisch de la religion théosophique, cette nouvelle religion est ordonnée notamment par un alphabet runique fantaisiste de 18 runes ; d'autres mettent en place une religion solaire. En dépit de la multiplicité des courants païens, le paganisme demeure le fait d'une minorité au sein de la mouvance völkisch, avant comme après la Grande Guerre. Dans le même temps, le pasteur Jakob Hauer met en place une religion nordique originelle.
Parallèlement à ces initiatives d'inspiration païenne, d'autres se montrent partisans d'une germanisation du christianisme, rejeté par certains tenants radicaux du courant völkisch. Ceux-ci affirment que le Christ serait un aryen, crucifié pour cette raison par les Juifs, voire un descendant de lignages atlantes établis en Galilée. Certains chrétiens mettent en place une version völkisch du christianisme, le courant des deutsche Christen, les chrétiens allemands, fortement influencés par Houston Stewart Chamberlain. Certains tenants de cette religion vénèrent une divinité solaire germanique, Krist ; dans le cadre de cette reconstruction, les principaux épisodes du Nouveau Testament prennent une signification guerrière,. Appartenant à cette filiation, Artur Dinter, « le Chamberlain des petites gens », popularise cette thèse dans son ouvrage de fiction Le péché contre le Sang en 1919. Jörg Lanz von Liebenfels, moine défroqué et fondateur de la revue Ostara, développe une autre vision de la Bible : selon lui, la Bible contient un enseignement « cryptique » destiné à prévenir les Aryens des dangers du métissage sur la vigueur de la race aryenne ; de plus, cet enseignement serait, selon Liebenfels, le fonds de la religion aryenne transmise de génération en génération par des initiés, parmi lesquels on compte le Christ, les Templiers et les Rusicruxiens

### Le refus de la modernité
Pour les penseurs völkisch, tout ce qui fait référence à la société industrielle, alors en cours de formation, est rejeté ; mais cette opposition touche différents domaines selon les auteurs : pour Paul de Lagarde, l'incarnation du mal, c'est le libéralisme, pour Julius Langbehn, c'est la science. Ce refus de la modernité est en réalité le refus d'un monde quantifiable, réductible à des équations mathématiques et à des phénomènes mécaniques, d'un monde physique composé uniquement d'atomes, c'est-à-dire de matière.
La modernité dans son ensemble est rejetée, car elle brise les liens qui unissent les membres du Volk, elle constitue la cause première du déclin de l'Allemagne ; corollaire de ce rejet, sont rejetés ceux qui apportent cette modernité, les Juifs, « peste et choléra passagers » selon le mot de Langbehn, peuple protéiforme, sans patrie, mais candidat à la domination sur les Allemands. Ainsi est magnifiée l'image du paysan allemand. En effet, celui-ci n'est pas encore touché par la société moderne, qui est proche des racines du Volk germanique. Ces paysans ont leur aire de prédilection, la Basse-Allemagne, l'Allemagne du Nord-Ouest ; cette Allemagne authentique s'oppose à la Prusse, conglomérat de Slaves, de Juifs et de Français, mais fait cependant alliance avec elle pour faire renaître la germanité. C'est dans cette Allemagne du Nord-Ouest, l'ancienne Saxe d'avant la conquête carolingienne, que vivent les Allemands les plus authentiques, selon Langbehn : les paysans Niederdeutsche, dont le type même constitue l'incarnation du Volk germanique, non touché par la modernité, d'ascendance respectable, car enraciné sur un terroir.
Cette hostilité à l'égard de la modernité se manifeste également par la multiplication de pratiques alors perçues comme alternatives, le végétarisme, les médecines douces, le naturisme.

### La nécessité coloniale
Une partie importante de la nébuleuse völkisch souhaite un essor territorial de l'Allemagne bien au-delà des frontières du Reich. Les idéologues völkisch ne sont pas forcément favorable à une expansion outre-mer, mais plutôt à une expansion européenne, avec la création d'un vaste empire européen à coloniser par l'envoi de populations germaniques qui prendraient la place de populations non allemandes refoulées.
Ainsi, pour Paul de Lagarde, l'avenir de l'Allemagne est à l'est, sur des territoires enlevés à l'Autriche ou à la Russie. Une fois annexée l'ensemble de l'Autriche ; pour des raisons, politiques, sociales et stratégiques, l'Allemagne devrait pouvoir librement coloniser le pourtour russe de la mer Noire et l'Ukraine. Dans le cadre de ses projets, Lagarde s'oppose à l'émigration allemande et autrichienne en Amérique et propose un plan de colonisation des marges occidentales de l'Empire russe.
Julius Langbehn, dans la lignée de Paul de Lagarde, préconise la création d'un espace allemand d'Amsterdam à Riga, avec la réunification de tous les peuples du rameau germanique, dans le cadre de ce qu'il nomme une « politique familiale ».
Certains, les aryosophes, regroupés autour de Guido von List, prophétisent la domination des Germains sur le Monde ; comme préalable à cette domination, la construction d'un État grand-germanique, regroupant l'ensemble des populations germaniques. De plus, List analyse le déclenchement de la Première Guerre mondiale comme le début de l'ère völkisch, ainsi que la réponse des Germains aux chrétiens et aux partisans du métissage.

## Apparition et essor avant la Première Guerre mondiale
Entre la fin du XIXe siècle et les années 1930, la mouvance idéologique völkisch se structure autour de nombreuses associations et structures plus ou moins éphémères, dont les idées, en dépit de leur diversité, s'ordonnent autour de quelques thèmes.

### L'Empire allemand en question: les origines du mouvement
Face aux évolutions politiques et économiques de l'Allemagne du dernier tiers du XIXe siècle, un certain nombre de penseurs se réfugient dans la nostalgie d'un passé mythifié et magnifié. Ces penseurs tentent de ressusciter un moment historique dans lequel le Volk était uni et non divisé en multiples catégories sociales. Ainsi, l'Empire allemand ne répond pas à ces attentes, car il n'est pas tourné vers le retour aux espaces ruraux, mais s'oriente vers l'industrialisation et ses corollaires économiques et sociaux.

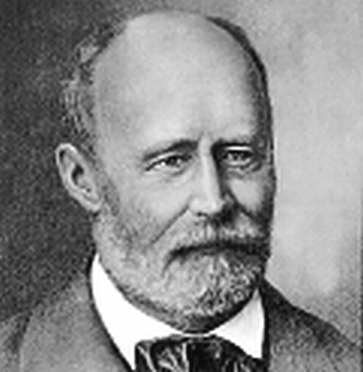
Paul Anton Bötticher, dit Paul de Lagarde.

Mais surtout, les conditions de l'Unité, qui contrairement à 1848, n'a pas été l'occasion de grands élans populaires, déçoivent fondamentalement les précurseurs du Volk. Ainsi, dans les débuts de l'Empire, Paul de Lagarde s'en prend constamment aux fondements de l'État nouvellement unifié. Il ne cesse de se proclamer le principal adversaire de Bismarck, qu'il accuse d'avoir mis en place une petite-Allemagne atrophiée, qui ne peut ainsi réaliser son destin, la conquête de la Mitteleuropa, définie comme l'empire d'Autriche ; en outre, conservateur, Lagarde s'oppose à la forme institutionnelle prise par le nouveau Reich, essentiellement la mise en place d'une forme de parlementarisme.
De plus, dans son obsession de retour aux origines du Volk, Lagarde s'oppose aux libéraux, perçus par les conservateurs dont il fait partie, comme des fauteurs de troubles. Les libéraux sont en effet ceux par lesquels les conflits arrivent, qui remettent en cause l'unité et l'esprit du Volk.
Des membres du mouvement völkisch vont même plus loin ; ils analysent le Reich, une fois Bismarck parti, comme une république avec une tête couronnée ; Paul de Lagarde aspire ainsi à la création d'une pompe impériale, avec la création d'un empereur secret, doté des attributs de Luther et de Frédéric Barberousse, qui serait à la fois législateur éclairé et Führer du peuple, mais qui ne serait en aucun cas un représentant de la dynastie prussienne.
Le Reich wilhelminien fait aussi l'objet de critiques acerbes de la part des étudiants völkisch, tout au long de leurs mémoires, validés par leurs enseignants. Dans les mémoires rédigés par ces étudiants, l'Histoire, en tant que discipline universitaire, est passée au crible du prisme idéologique völkisch.

### Une multitude d'associations
Après la fondation dans les années 1890 des premières associations völkisch comme le Deutschbund fondé en 1894, le mouvement völkisch, capable de souplesse en matière d’édition et de propagande, se créa au tournant du siècle en Allemagne sous la forme d’associations libres en étroit échange avec le nationalisme organisé, à savoir essentiellement la Ligue pangermaniste (Alldeutscher Verband). À côté de contacts soutenus entretenus avec le mouvement Alldeutscher autrichien, étroitement apparenté sur le plan des idées, des personnes et des institutions, il existe également de nombreux échanges formalisés avec les mouvements réformateurs qui avaient vu le jour en grand nombre depuis les années 1880. Dans le mouvement völkisch se retrouvaient des groupements qui divergeaient grandement tant sur leurs buts politiques, sociaux et culturels que sur le plan de leur forme organisationnelle et leur représentativité.

### La place de la jeunesse
Dès ses débuts, les mouvements völkisch accordent une place importante à la jeunesse. En effet, déçus par l'« âge des Épigones », comme on désigne le règne de Guillaume II, les intellectuels völkisch se représentent la jeunesse à leur image, déçus par le Reich bourgeois et grandiloquent qui a succédé au Reich de 1871.
Ainsi, les principaux penseurs völkisch développent des corpus pédagogiques, pour former la jeunesse allemande à leurs idées. Paul de Lagarde, précocement, s'en prend au système éducatif du Reich wilhelminien, qui, à ses yeux, participe à la mise en place d'un esprit mercantiliste, dispensant un savoir cloisonné, utilitaire et conformiste.
Langbehn, de son côté, incite la jeunesse à prendre la tête du combat contre les Juifs et les libéraux, ce qu'elle fait, d'après lui, en excluant d'office les Juifs des associations étudiantes, prenant modèle sur le corps des officiers ou sur la congrégation des jésuites.
En 1919, Moeller van Den Bruck met en place une structure, le Front de la Jeunesse. Ce front, qui regroupe un certain nombre d'intellectuels conservateurs exerce une influence conservatrice sur l'ensemble des acteurs de la révolution conservatrice de la république de Weimar. Son objectif est de mettre en place des éléments cohérents d'éducation populaire conservatrice, en partie grâce au journal hebdomadaire Conscience. Journal Indépendant pour la culture du peuple (Volksbildung) que ce cercle édite. C'est également à la jeunesse qu'il dédie son ouvrage Les Allemands, espérant lui donner la Weltanschauung qui lui manque.

## Le mouvementvölkischdans la république de Weimar et le national-socialisme

### Structuration du mouvement après 1918

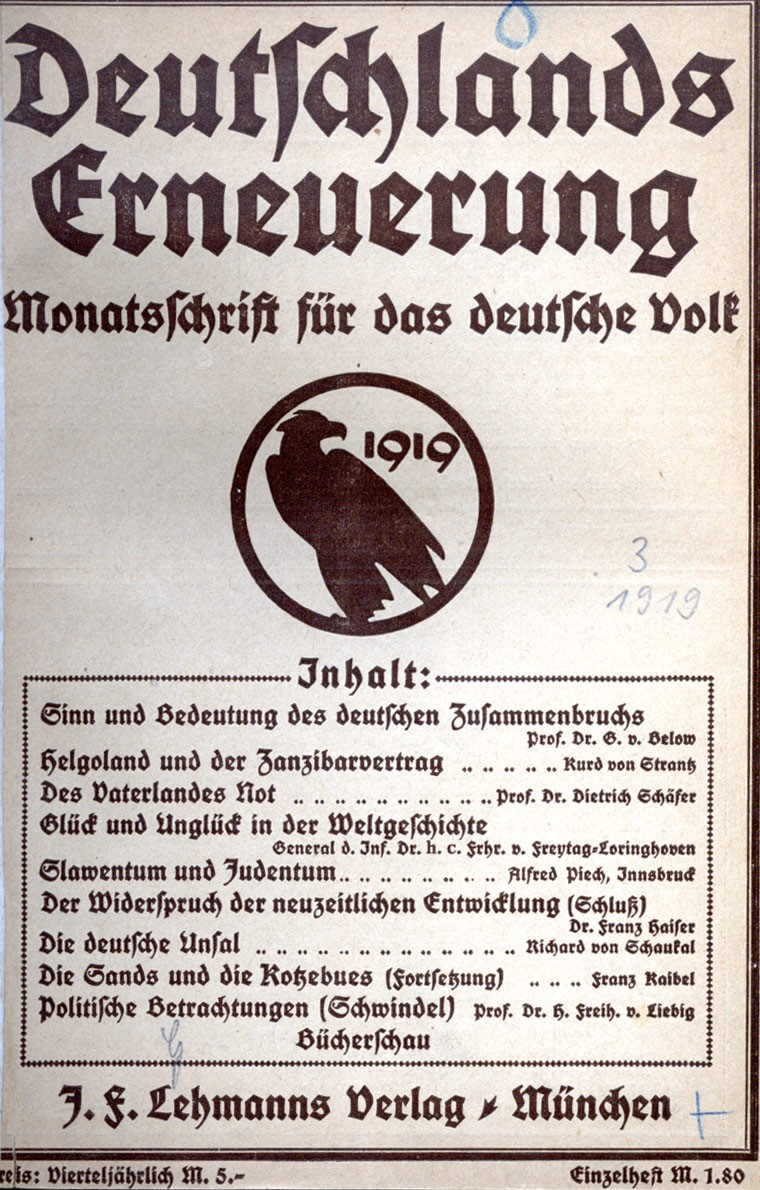
Page de titre de la revue de de 1919.

Durant les premières années de la République de Weimar, le nombre d’organisations et de leurs affiliés s'accroissent dans un premier temps de façon significative.
Le Deutschvölkischer Schutz- und Trutzbund, actif entre 1919 et 1923, fournit aux différentes tendances du mouvement völkisch une structure plus visible, permettant l'élection dans parlements des Länder comme au Reichstag des membres les plus éminents. Ces associations, nombreuses et disparates mettent toutes en place une sélection sur critères raciaux à l'entrée : en 1922, le principe de l'exclusion des Juifs, comme celui de l'analyse de l'ascendance du récipiendaire, sont adoptés par la Deutsche Studentenschaft.
À partir de 1924-1925, en raison de ses déficiences structurelles, le mouvement allait néanmoins se trouver progressivement mis à l’écart de la politique par le NSDAP, devenu, aux côtés du Parti populaire national allemand (DNPV), la nouvelle caisse de résonance de la droite radicale.
En 1919, les thèses völkisch sont omniprésentes dans les Turnerschaften,.

### Une influence quasi-intacte sur la jeunesse
Cependant, son influence sur des pans entiers de la société allemande reste forte. Ainsi, par le biais de son influence dans le monde scolaire, les idées développées par la nébuleuse völkisch attirent à elles une part non négligeable de la jeunesse du Reich, séduite par la perspective du changement révolutionnaire promis par les idéaux völkisch, par l'identification d'un bouc-émissaire facilement identifiable et soumise aux pressions idéologiques radicales.
Ainsi, en 1921, les étudiants berlinois engagés dans des associations et des partis politiques sont dans leur écrasante majorité membres de sociétés völkisch.
En effet, l'idéologie völkisch postérieure à la Grande Guerre, fournit à la jeunesse un archétype idéal, le Juif, rendu responsable de tous les échecs présents, passés en futurs et sur lequel déverser ses frustrations. Cet antisémitisme est inculqué dès le plus jeune âge dans le système éducatif, de manière insidieuse : si les manuels ne portent aucune mention directe au Juif, ils développent néanmoins les thèses völkisch de l'âge d'or préindustriel.
Malgré ses succès dans le primaire et le secondaire, les succès rencontrés par les idéaux völkisch à l'université s'apparentent à un triomphe. Tout d'abord la concurrence pour les postes entre universitaires Juifs et non-Juifs exacerbent les tensions ; ensuite, reprenant les pratiques d'avant-guerre, les associations étudiantes excluent systématiquement les étudiants Juifs de leurs rangs, en dépit des pressions exercées par certains gouvernements fédérés ; de plus, en 1931, le Reich et l'Autriche connaissent dans leurs campus des émeutes antisémites massivement suivies, et en 1932, les universités de Breslau et d'Heidelberg excluent les enseignants juifs de leur corps enseignant.
Cependant l'antisémitisme ne constituait pas l'apanage de la totalité des mouvements de jeunesse d'inspiration völkisch. Par ailleurs, celui-ci pouvait prendre des formes diverses et plus ou moins virulentes. Ainsi, plutôt que de prôner l'extermination des Juifs, le marginal mouvement de jeunesse, organisé en Thuringe sur des bases élitistes autour de Muck Lamberty, développent l'idée que les Juifs constituent un Volk différent du Volk germanique, tout en affirmant l'idée qu'un autre Volk pouvait s'immerger dans le germanisme originel. Une partie, très minoritaire, du mouvement, défend ainsi le sionisme, en association avec l'idée d'expulser les Juifs d'Allemagne.
Un certain nombre d'autres groupes de jeunesse marginaux membres de la nébuleuse völkisch des années 1920 apparaissent, prospèrent, dans une certaine mesure, puis se fondent avec des réserves, plus ou moins affirmées, plus ou moins formulées, dans le mouvement nazi, le plus souvent dans la mouvance Strasser, moins inféodée selon eux aux intérêts industriels. Mais les succès de Hitler et sa prise du pouvoir rendent cette allégeance fragile, car ils finissent par se rallier à la vision adoptée par Hitler et ses proches.

### Influence politique et associative

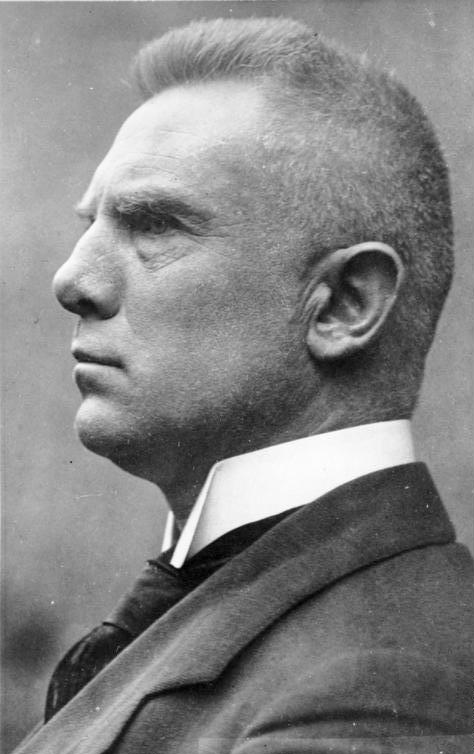
Artur Dinter.

Des mouvements chrétiens proches du paganisme s’enthousiasment également pour le mouvement völkisch. Ainsi, Artur Dinter, politicien völkisch, propagandiste et écrivain raciste, créa en 1927 la Geistchristliche Religionsgemeinschaft, précurseur de l’Organisation pour l’État populaire national-socialiste pour les chrétiens, renommée en 1934 Deutsche Volkskirche (Église populaire allemande).
Durant les années 1920, un certain nombre de partis politiques se réclament expressément du courant völkisch et parviennent, lors d'élections locales, à faire élire certains de leurs représentants dans les Landtage des États fédérés au sein du Reich ; ainsi, Artur Dinter parvient à se faire élire député à la diète de Thuringe, sous l'étiquette du Deutschvölkische Freiheitsparti.
Le NSDAP essaye par la suite de se profiler comme la force agissante du mouvement völkisch en vue de mettre en avant sa vision du monde. Ainsi, dans Mein Kampf, Adolf Hitler écrit : « Le Parti national-socialiste des travailleurs allemands tire les caractères essentiels d’une conception völkisch de l’univers » et « Si aujourd'hui toutes les associations, tous les groupes, grands et petits — et, à mon avis, même de « grands partis » — revendiquent le mot völkisch »).
Le chef de la société Thulé, Rudolf Freiherr von Sebotendorff, fils de cheminot et aventurier haut en couleur, enrichi par des affaires louches en Turquie et en épousant une riche héritière, offrit au mouvement völkisch de Munich son journal, le Münchener Beobachter, rebaptisé en août 1919 Völkischer Beobachter. Le Parti national-socialiste, au départ lui-même groupuscule völkisch, le racheta en décembre 1920 pour en faire son organe de presse officiel.
En dépit de l'influence réelle des idées Völkisch sur le NSDAP, Hitler se refuse, pour des raisons tactiques, à faire siennes l'ensemble des conclusions des groupes völkisch, tout en intégrant les militants des groupuscules et partis völkisch.

### La période nazie
Marginalisés dès le milieu des années 1920 au sein d'un parti de plus en plus conçu pour accéder au pouvoir, les idéologues völkisch les plus en vue, mais les moins bien en cour sont exclus du parti, à l'image d'Arthur Dinter, exclu en 1928, à la suite des manœuvres de Martin Bormann, alors responsable local du NSDAP en Thuringe.
À partir de 1933 les organisations subsistantes (et leurs dirigeants) perdent rapidement de leur signification : certaines furent absorbées par les organisations national-socialistes, d'autres furent dissoutes (comme le mouvement des époux Ludendorff), la plupart finissent par se dissoudre ou vivotent dans l’ombre, au sein de la SS, notamment, Himmler se passionnant pour l'occultisme, les runes, le néo-paganisme, la mystique du sang et l'Atlantide, entre autres. En réalité, les structures völkisch sont tenues de se fondre dans des organisations mises en place par le régime.
Cependant, les thèses völkisch sont diffusées au plus haut niveau de l'État, Hitler appelant à la mise en place d'un État völkisch, sur un territoire composé uniquement d'Allemands et de Germains.

## Survivances des idéesvölkischaprès 1945
Après 1945, des tentatives isolées de lancer une renaissance organisationnelle ne rencontrent aucun succès, si ce n’est marginalement au travers de petits mouvements relevant du néopaganisme et des mouvements religieux völkisch comme la Deutschgläubige Gemeinschaft ou la Germanische Glaubensgemeinschaft.

### Mouvements
À l'image de leurs prédécesseurs des années 1920, les mouvements völkisch connaissent dans les années 1950 une importante dispersion, mais doivent intégrer en leur sein d'anciens membres des mouvements païens.
Cependant, certains mouvements tombent rapidement sous le coup de la loi et sont interdits, notamment en République fédérale d'Allemagne.

### Liens avec d'autres familles de pensée
Certains aspects du mouvement se retrouvent également dans l’extrémisme de droite international auprès d’associations comme l'odalisme (Allgermanische Heidnische Front) et aussi, partiellement, dans différents mouvements et sous-cultures alternatifs, comme la branche völkisch de la religion asatru.
Toutefois, de nombreuses communautés Asatru nient catégoriquement toute relation avec le national-socialisme et la scène néonazie (« le paganisme contre la haine »). En France, l'association Terre et Peuple, en plein essor depuis les années 2000, est parfois considérée comme héritière du courant völkisch.
Ce courant de pensée fondé par Jean Haudry, Pierre Vial et Jean Mabire se fait le chantre d'une idéologie agrarienne et néo-païenne.
À côté de cette proximité idéologique, certains héritiers de ce courant de pensée évoluent vers des préoccupations écologiques, souhaitant renouer avec une nature idéalisée, perçue, après reconstruction, en harmonie avec l'Homme.

### Influences culturelles
Depuis la fin du conflit, après 1945, les tenants du courant de pensée völkisch se sont réfugiés dans la sphère culturelle, notamment dans les courants musicaux marginaux.
Ainsi, dans les années 1990, le courant völkisch connaît ainsi un certain renouveau parmi certains musiciens de heavy metal, en lien avec la certitude d'un passé reconstruit sur des bases largement mythifiées.
Au sein du genre musical néofolk les décorations völkisch sont également utilisées massivement. La question de savoir si des idées völkisch y sont liées fait l’objet de discussion tant à l’intérieur qu’à l’extérieur du mouvement.

### Paganisme
Depuis les années 1990, le heavy metal constitue le refuge des tenants de la pensée völkisch, certains artistes développant une idéologie païenne, anti-moderniste et raciste.
En effet, durant cette période, certains volkistes français, inspirés par Jean Haudry et Pierre Vial, développent une pensée néopaïenne.
Le paganisme völkich devient le terrain d'anciens satanistes ayant totalement modifié leur rapport à la divinité : certains faiseurs d'opinion d'obédience völkisch affirment que, selon les chrétiens et les clercs médiévaux, Wotan et Satan désignent la même divinité, ; d'autres, cependant, tout en ne reniant pas leurs idéaux, se rapprochent de la mouvance écologiste radicale, souhaitant réaffirmer un lien fort entre l'Homme et la nature, dans le cadre d'une religiosité panthéiste.

### Nordicisme
Enfin, les groupes folkistes actuels réhabilitent des idées racialistes et nordicistes ayant connu leur heure de gloire dans les années 1930.

### Vecteurs
Les idées développées par les idéologues völkisch connaissent, à partir des années 1970, un renouveau, centré sur l'existence de petites maisons d'éditions et une presse souvent en lien avec la Nouvelle Droite.
Ce renouveau, en lien avec certaines formes artistiques, par exemple le heavy metal, est rendu public via des fanzines plus ou moins spécialisés.